# Ловра
Ловра (мађ. Lórév) је општина на Чепелском острву у Мађарској. Налази се у оквиру жупаније Пешта, недалеко од места Српски Ковин (мађ. Ráckeve).

## Географија
Ловра је смештена у јужном, забаченом делу великог Чепелског (међу месним Србима званог Чипског) острва на Дунаву.

## Име
Ловра, односно мађарски облик име Lórév, значи „коњски газ“ или „коњски плићак“ и везано је за оближњи газ преко Дунава. То је и "коњска скела", ону коју вуку коњи, преко реке.
Ловра је посебна од свих насеља у Мађарској по томе што је једино насеље са српском већином. То је уједно и најсеверније насеље са српском већином.

## Срби у Ловри
Ловра је малено, али чисто српско место на Чепељском острву, у Пештанској жупанији, а Будимској епархији. По Јакову Игњатовићу Сентандрејцу, књижевнику: Ловра, Српски Ковин, Чип и још нека места око Будима, су насељена Србима, још од доба старих Немањића.
У Ловри је 1731. године било само 21 српски дом, 1887. године их је 118 кућа, са око 600 становника.
Општина Ловра је 1745. године наменила дати 15 ф. за издржавање српске народне школе. За православни Школски фонд, приложила је ловранска општина 1867. године 4 ф.
Парох ловрански био је 1822-1826. године поп Димитрије Поповић. Купци једне књиге страног назива били су 1846. године највиђенији људи Ловре. Списак пренумераната започиње Урош Видак биров, затим су ту Илија Видак, Марко Павловић, Милош Симић, Михаил Малуш, Петар Драгојлов, Павел Остојић, Лазар Павловић, Василије Станковић, Милош Суботић, и скупљач претплате Георгије Поповић учитељ. Пренумерантски пункт је створен и 1856. године због једне књиге преведена на српски. Купци су били писмени житељи Ловре: Марко Павловић сеоски кнез, Павел Радановић парох и члан Конзисторије, и група земљеделаца - Петар Драгојловић, Милош Маријановић, Јефрем Видак, Живко Павловић, Петар Малуш и Гаврил Голуб.
По државном шематизму православног клира у Угарској из 1846. године, у месту "Lore" (латинска верзија имена Ловре) било је 549 православаца. Православно парохијско звање је основано и црквене матрикуле се воде од 1714. године. По другом извору из 1905. године матице су млађе: умрлих од 1771, венчаних од 1778, а крштених од 1781. године. Православна црква у Ловри је посвећена Летњем Св. Николи, грађена 1714. године, а парох је поп Павел Радановић. Он је и директор школски парохије Рац Ковина.
Парох ловрански био је 1867. године поп Петар Хајџан. Петар Мирковић је парох ловранске парохије 1893-1895. године.
Школа српска народна постоји 1846. године, похађа је 18 ђака, којима предаје учитељ Георгије Поповић. Георгије Тошковић рођен 1803. у Српском Алмашу, је провео 6 година као учитељ у Ловри, до 1861. године. У његовом "Некрологу" је 1868. године записано: "Он је Ловранима у аманет оставио молбу, да нипошто туђинца у своје село не примају, него да Ловра свагда остане као што је сада, чисто србско село. Њему се има захвалити што је властелинство њиву на ужитак учитељу даровало, а обштина плату побољшала." Када је умро учитељ Тошковић, оставио је жену и троје мале деце. Морали су иселити из учитељског стана, и удова је због бедног положаја "сврнула са ума" и завршила у лудници, а деца се као сирочад "потуцају сада од немила, до недрага". Расписани стечај за упражњено место српског учитеља износи понуду будућем учитељу. Тако је годишња плата од 76 ф. 20 новчића, а уз то ишла је натурална допуна: два мерова пшенице, 12 мерова наполице, осам мерова јечма, један комад ораће земље са 14 јутара пашњака, једна кола сена, 25 фунти сланине, 25 холби пасуља, 500 нарамака прућа и слободан стан. Нови учитељ у Ловри постао је 1866. године Гавра Бољарић, који 1868. године пише о трагици наведене учитељске породице. Учитељ Ђура Бечејић је ловрански учитељ био 1882. године, а Алекса Велимировић учитељ 1891. године. Професор Витковић у свом извештају наводи да се број Срба у месту мало повећао половином 19. века. Тако је 1847. године записано у Ловри 549 Срба, а две деценије касније 1867. године, биће их 592 душе.
Сваке године у августу (16) на дан "Нерукотвореног образа" Христа Спаситеља, одржава се у Ловри прослава и народни збор. Ту се скупи много народа српског са свих страна. На прослави одржаној 1892. године, говорио је своју проповед Сергије Шакрак Нинић, рођени Ловранин, сарадник српског званичног црквеног листа, под називом "Поука простом народу". Дана 17. августа 1893. године избио је велики пожар у Ловри, а кренуо је од куће месног кнеза. Изгорело је у ватреној стихији 80 од укупно 120 српских кућа. Цветко Ђиђић је 1897. године привремени ловрански учитељ, којем је одобрено да похађа Сомборску препарандију, ради усавршавања. Учитељ Милан Ристовић ради 1899-1909. године у српској вероисповедној школи у Ловри. А учитељица Софија Станковић предаје у ловричкој школи 1909-1911. године.
Почетком 20. века у Ловри је било око 600 Срба, који су осиромашили. У месту је била још стара, мала црква из 18. века. Њен иконостас је био не само стар, него и ружан и неканонски урађен. Сматрало се да га је осликао неки сеоски молер и то Шваба, јер су сви светитељи "били обријани" као католички фратри. Епископ будимски је молио Ловране, да цркву оправе, а пре свега тај неадекватни иконостас замене другим. Да се нешто уради најзаслужнији су били ктитори - чувени добротвор градоначелник и посланик Сентандреје Еуген Думча и архитекта Михаил Харминц из Будимпеште. Харминц је Словак еванђелик по вероисповести, али близак Србима и цењени стручњак за иконостасе. Он је направио диван иконостас у ренесансном духу, који вреди 2000 круна, али то је био његов поклон Ловранцима. Након Ловрана, одмах су га ангажовали и Мохачани да и код њих иконостас уради. Думча је поклонио лепе иконе за тај иконостас, које је 1901. године купио од Сликарског завода сина Јосифа Хофрихтера, у Габлонцу, из Рајнехау у Чешкој. Нису била дозвољена (1902) богослужења у ловранском храму, док се црква изнутра не оправи. Црква је обновљена и 1891. године, судећи по натпису на лименој капи звоника.
По српском извору из 1905. године Ловра је велика општина, у којој има 147 домова, а српских су 145. Број становника је 672, а од тога су Срби њих 650 или 99%. Чисто српско место! Ловрани имају само политичку општину, а све друго је ван места, па тако су и пошта и брзојав у Српском Ковину. Ту се налази српска црква и вероисповедна школа. Мада је храм посвећен летњем Св. Николи, црквена слава се одржава на појутарје Велике Госпојина (у јесен). Црквена општина је редовна и беспрекорна у сваком погледу, али парохија је најниже шесте класе иако има солидан земљишни посед од 55 кј. Црква је у врло добром стању је је тих година реновирана, порта је уређена, и постоји парохијски дом где станује парох. Месни парох је поп Василије Хужвик родом из Сентандреје, служи у месту шест година, а по положају је и школски управитељ. У Ловри је те године настањен пензионисани учитељ Георгије Бечеић који је чак 16 година радио у месту као "привремен" и дочекао мировину. Српска вероисповедна школа ради, зграда је подигнута 1866. године. Учитељ је Милан Ристовић рођен у Ловри, који служи већ седам година у свом родном месту. Редовну наставу је похађало 78 ђака, а у недељну тзв. пофторну школу ишло је 28 деце.
После Првог светског рата, Срби становници Ловре су се већим делом одлучили да буду оптанти, њих око 200 породица. Али власти краљевине СХС их нису примали јер није било за њих довољно обезбеђене земље. Постоје два списка Ловрана, који су хтели да буду оптирани. По једном их има 65 породица са 199 душа, а по другом списку - 29 породица са 85 душа. Они су октобра 1924. године ипак стигли у Футог, где су привремено смештени. Потом су прешли у новоизграђену колонију Мала Ловра код Мола.
Почетком 21. века постоји српска црква посвећена Летњем Св. Николи, добро очувана у центру села. Српско православно гробље отворено почетком 20. века је ограђено са свих страна. Старо гробље је давно санирано, налазило се на крају села где је сад игралиште. На крају новог гробља нађени су набацани стари споменици (29), ту пренети, зарасли у шикару. Гробље је одузето педесетих година од црквене општине.

## Становништво
Ловра је посебна од свих насеља у Мађарској по томе што је једино насеље са српском већином. У овом малом селу са 307 становника (попис 2001) Срби чине већину од 58,63% (180 становника), а остатак чине етнички Мађари. Насеље је у прошлости било насељено искључиво Србима.
Порекло Срба који су насељавали Ловру пре велике сеобе Срба води из Источне Херцеговине.

## Верска припадност
Према подацима из 2010. године у Ловри живи 312 становника, што је незнатно повећање од 2002. године.
Према попису из 2001. године 69 становника су римокатолици, 32 протестанти-калвинисти, а преостали 181 становник припада „другој религији“, односно у случају овог села то су православци.